# Friedrich Hirzebruch
Friedrich Ernst Peter Hirzebruch (Hamm, 17 ottobre 1927 – Bonn, 27 maggio 2012) è stato un matematico tedesco.

## Biografia
È conosciuto per il suo lavoro nel campo della topologia, delle varietà complesse e della geometria algebrica.
È stato il vincitore del Premio Wolf per la matematica nel 1988, della medaglia Einstein nel 1999 e della medaglia Cantor nel 2004